# Lag BaÔmer
Lag Baômer (do hebraico ל"ג בעומר "trigésimo-terceiro dia do ômer") é o 33º dia da Contagem do Ômer, que é um período de 49 dias que vai do dia seguinte a Pessach até Shavuot. É o nome dado à data judaica de 18 de Iyar. 
De acordo com a tradição judaica, a tristeza e pesar que acompanham a Contagem do Ômer são interrompidos neste dia. Há duas bases para este mandamento: a primeira é que neste dia cessou a peste que surgiu entre os discípulos de rabino Aquiba, e a segunda é que nesta data ocorre o aniversário da morte do Rabi Shimon bar Yochai, cujos ensinamentos introduzem uma nova era na revelação e disseminação da dimensão mística da Torá, conhecida como a Cabalá.
Lag Baômer celebra a vida e os ensinamentos de dois dos mais notáveis Sábios na história judaica, Aquiba e Rabi Simão bar Yochai. É também o dia festivo mais especialmente associado à Cabalá, a "alma" ou dimensão mística do Judaísmo.
As sete semanas entre Pêssach e Shavuot são uma época de antecipação e preparação, durante a qual os judeus refazem os passos da jornada dos israelitas do Êxodo até o Monte Sinai há mais de 33 séculos.
Porém as semanas de Ômer são também um tempo de tristeza. Não se realizam casamentos durante este período; como enlutados, não se corta o cabelo ou se aprecia o som da música. Pois como o Talmud diz, foi neste período que milhares de eruditos de Torá, discípulos do grande Aquiba, morreram numa peste, porque "não se conduziram com respeito um pelo outro".
Em Lag Baômer, o 33º dia da Contagem do Ômer, as leis proibindo o júbilo durante o período são suspensas. As crianças saem em desfiles e passeios, brincam com arcos e flechas, e o dia é assinalado como uma ocasião festiva e cheia de alegria.